# Alpinia zerumbet
Espèce
Classification phylogénétique
Alpinia zerumbet est une espèce de plante du genre Alpinia et de la famille des Zingiberaceae. On l'appelle également «lavande blanche», « fleur de mon âme », « larmes de la vierge », « gingembre coquille », « fleur du paradis » ou encore longose. Ces noms peuvent néanmoins désigner d'autres espèces, exemple avec la longose. Dans le créole antillais, on l'appelle atoumo (contraction de à tous maux) ou guérit-tout, dénominations qui témoignent de l'ample usage de cette plante comme remède traditionnel de toutes sortes d'affections.
Alpinia zerumbet fut décrit pour la première fois en 1805 sous le nom de Costus Zerumbet par Christiaan Hendrik Persoon dans son ouvrage de vulgarisation botanique (en latin) Synopsis plantarum, page 3.
La rationalisation de tous les noms synonymes de cette plante sous le nom de Alpinia zerumbet fut finalement publiée par Brian Laurence Burtt et Rosemary Margaret Smith en 1972 dans les « Notes du Jardin Botanique Royal d'Edimbourg » (Notes from the Royal Botanic Garden, Edinburgh).

## Description
- Zone indomalaise (nord-est de l'Inde, Birmanie et Indochine), Asie
- Plante vigoureuse possédant un rhizome tubéreux
- Tiges feuillées de deux à trois mètres de haut
- Feuilles larges et allongées, de 50-60 cm de long sur 10-15 cm de large, d'un vert sombre brillant..
- Fleurs en grappes terminales retombantes portant plusieurs dizaines de fleurs, inflorescences jusqu'à 30 cm de long[4], le calice et les lobes sont blanc nacré, le labelle est blanc bordé de jaune avec le cœur strié de rouge.

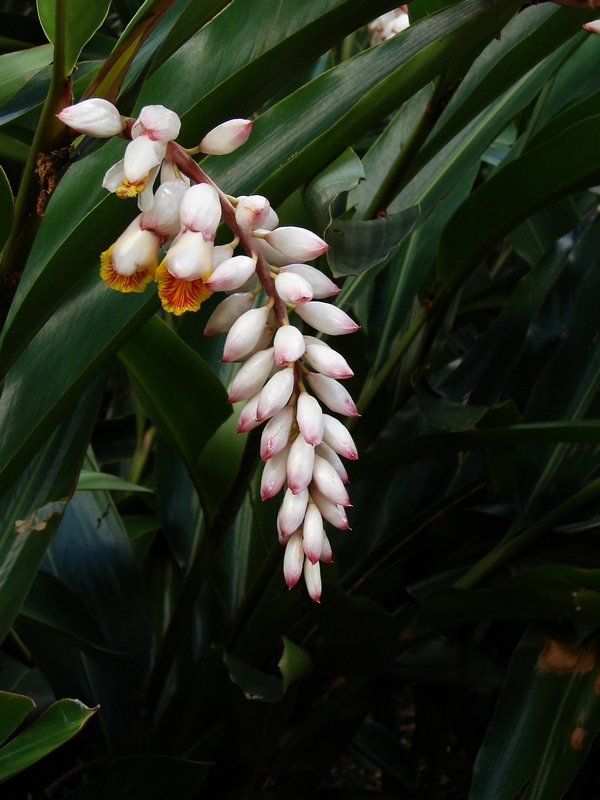
Fleurs.
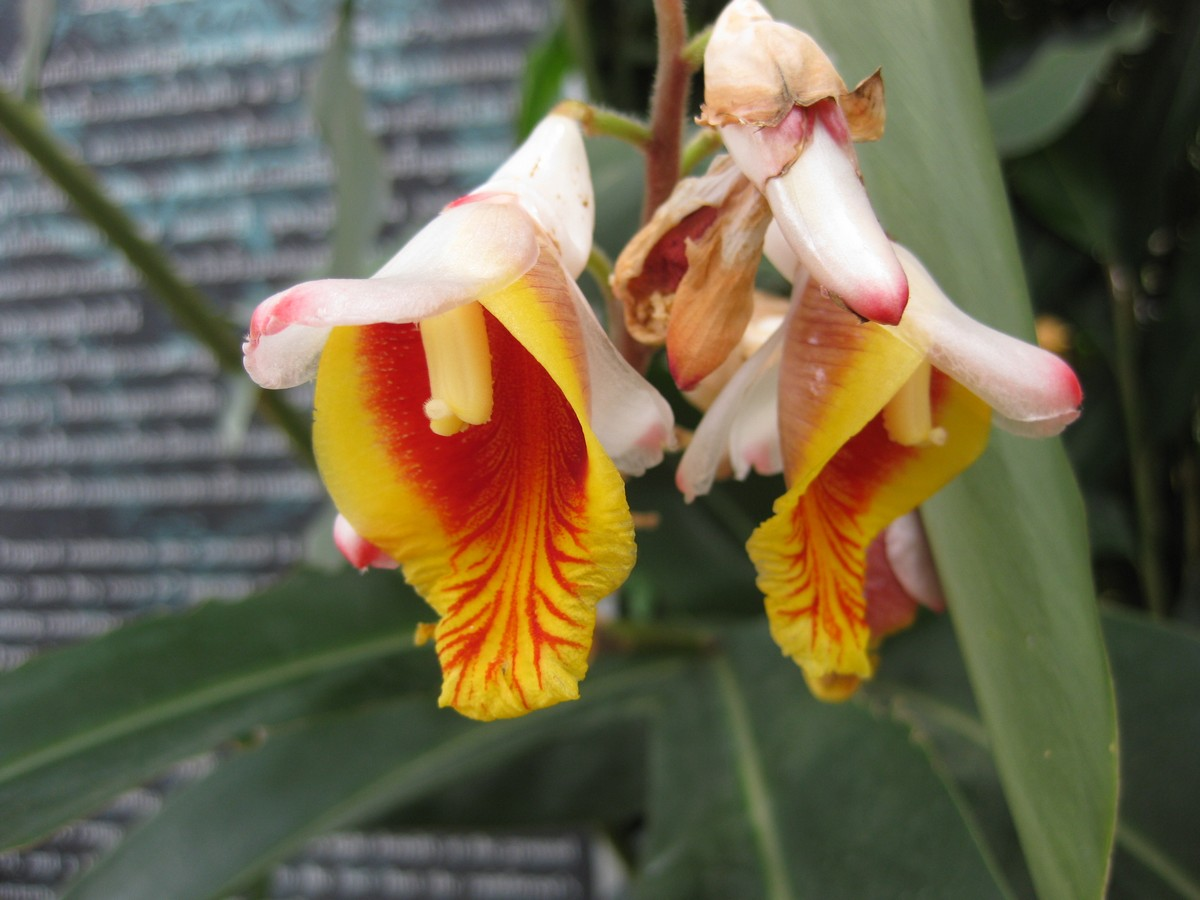
Fleurs.
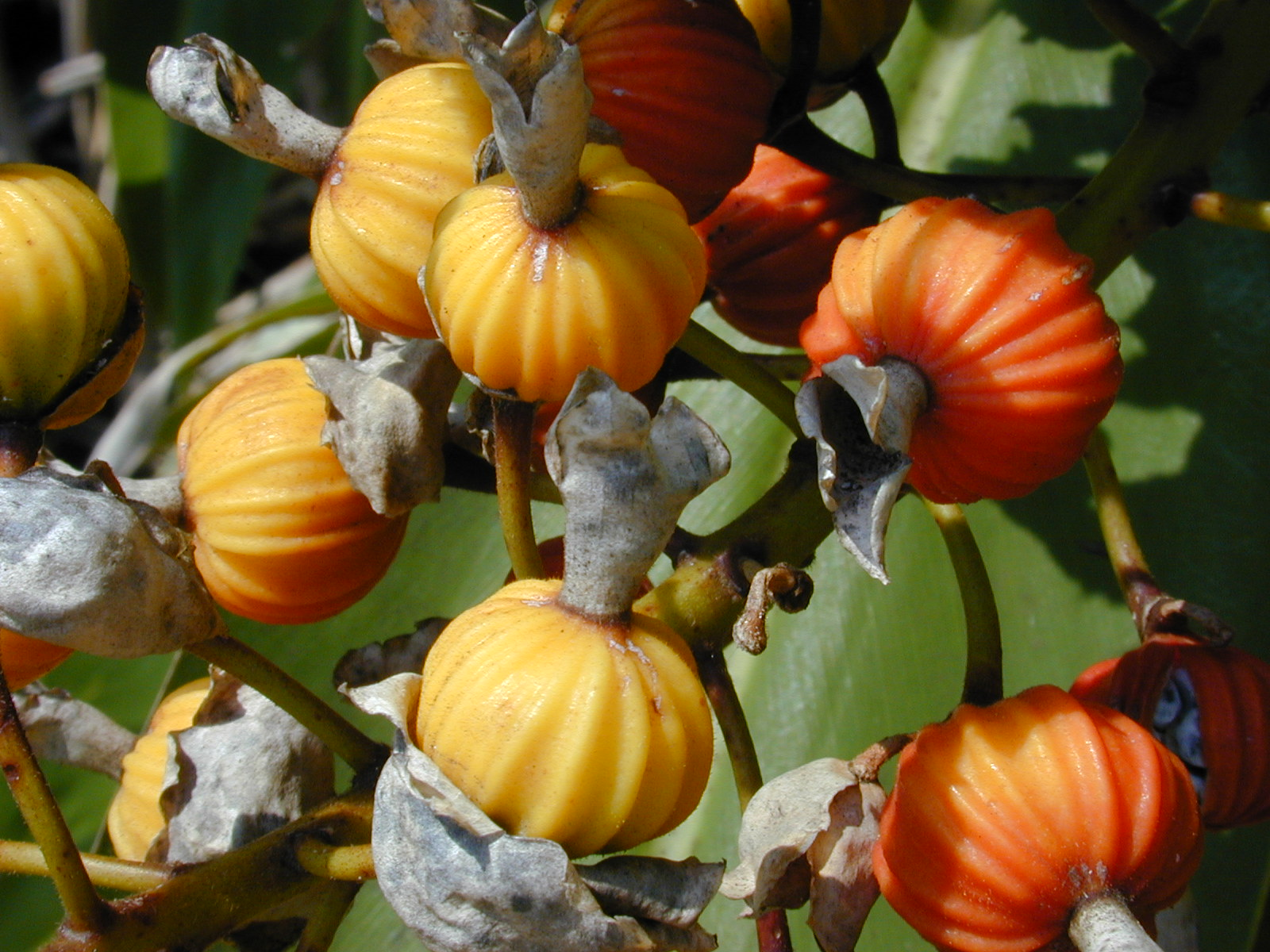
Fruits.
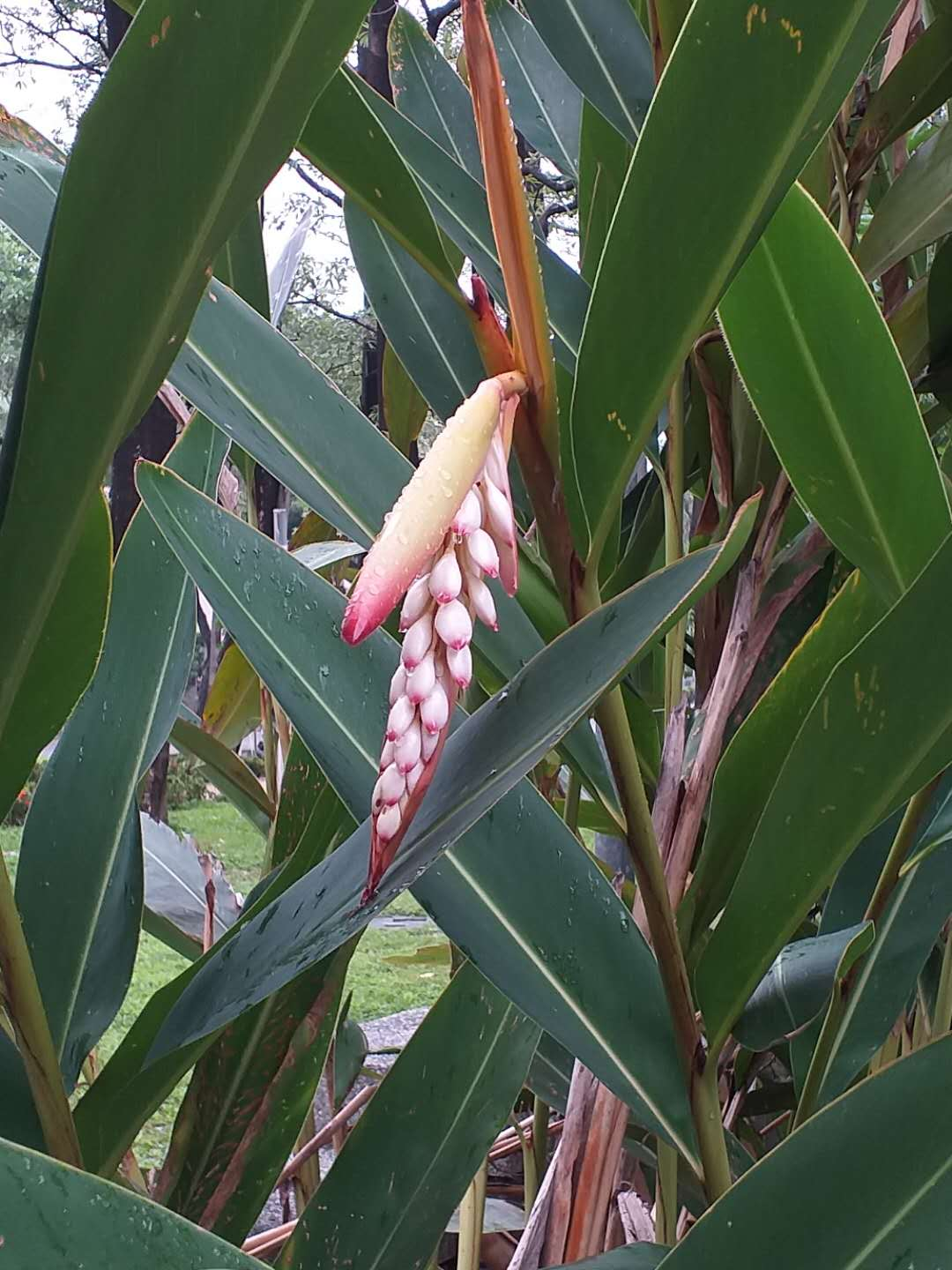
L’inflorescence protégée par deux bractées avant l’éclosion des fleurs.

## Habitat et culture

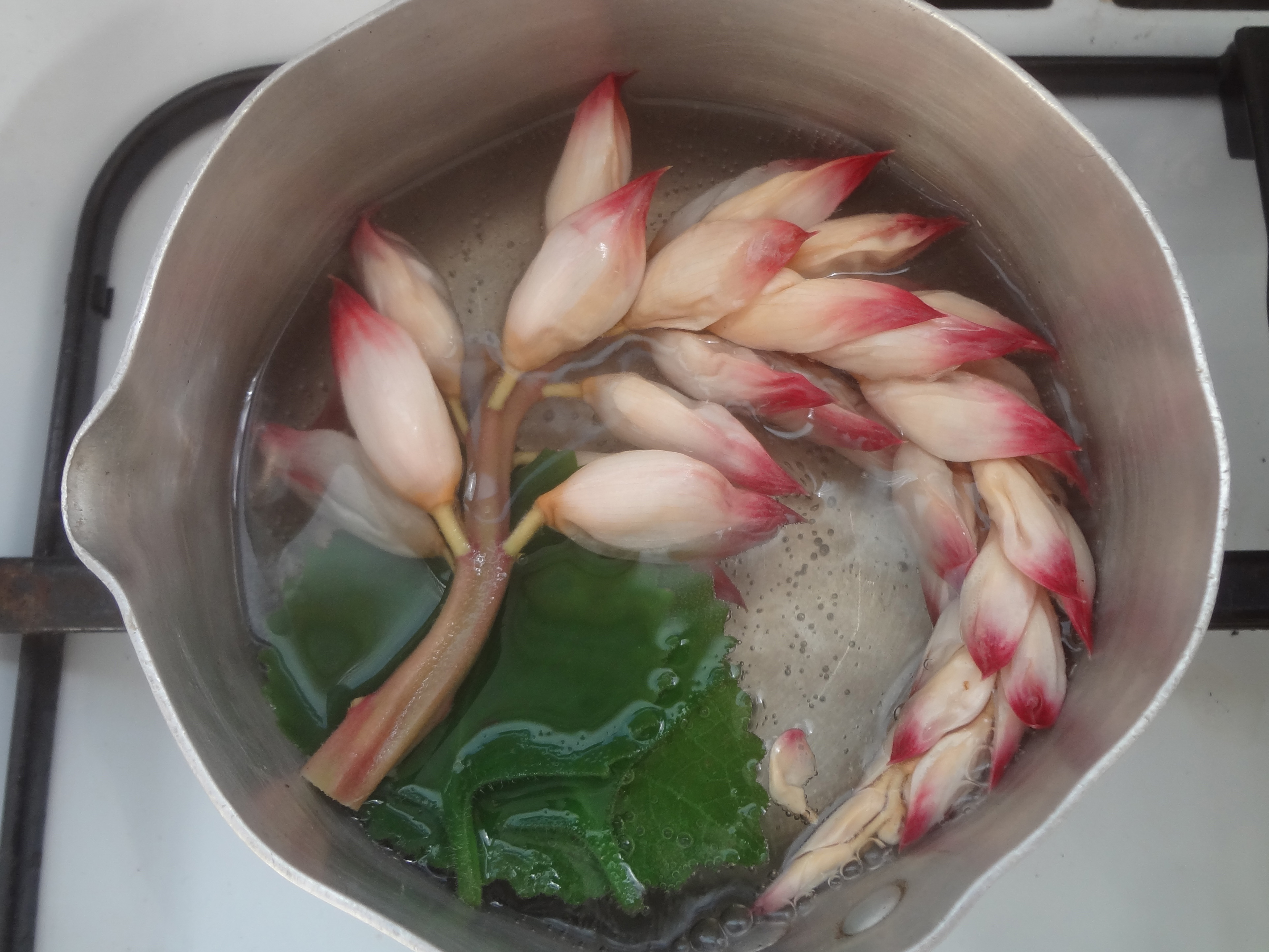
Infusion de fleurs d'atoumo (Alpinia zerumbet) et feuilles de grosse menthe. Martinique.

Au Japon, cette plante est appelée gettō (月桃), et ces feuilles sont consommées dans l'archipel Ryūkyū où on lui attribue des propriétés médicinales qui pourraient s'expliquer par la présence de molécules antioxydantes de la famille des Kavalactones (dihydro-5,6- dehydrokavain (DDK) and 5,6-dehydrokavain (DK) )

## Synonymes
Selon World Checklist of Selected Plant Families (WCSP) (26 sept 2011) :
- Alpinia cristata Griff., Not. Pl. Asiat. 3: 421 (1851).
- Alpinia fimbriata Gagnep., Bull. Soc. Bot. France 51: 447 (1904).
- Alpinia fluvitialis Hayata, Icon. Pl. Formosan. 5: 227 (1915).
- Alpinia schumanniana Valeton, Bull. Inst. Bot. Buitenzorg 20: 84 (1904).
- Alpinia speciosa (J.C.Wendl.) K.Schum., Fl. Kais. Wilh. Land: 29 (1889), nom. illeg.
- Alpinia speciosa var. longiramosa Gagnep., Bull. Soc. Bot. France 48: 87 (1902).
- Amomum nutans (Andrews) Schult. in J.J.Roemer & J.A.Schultes, Mant. 1: 40 (1822).
- Catimbium nutans (Andrews) Juss. ex Lestib., Ann. Sci. Nat., Bot., II, 15: 342 (1841).
- Catimbium speciosum (J.C.Wendl.) Holttum, Gard. Bull. Singapore 13: 152 (1950).
- Costus zerumbet Pers., Syn. Pl. 1: 3 (1805).
- Languas schumanniana (Valeton) Sasaki, Trans. Nat. Hist. Soc. Taiwan 14(74): 23 (1924).
- Languas speciosa (J.C.Wendl.) Small, Fl. S.E. U.S., ed. 2: 307 (1913).
- Renealmia nutans Andrews, Bot. Repos. 5: t. 360 (1804).
- Zerumbet speciosum J.C.Wendl., Hort. Herrenhus. 4: 3 (1801).